# Espacio DF
En el campo de análisis funcional, los espacios DF (el término es también escrito como (DF)-espacios) son espacios vectoriales topológicos (EVTs) localmente convexos que tienen una propiedad compartida con los espacios vectoriales topológicos metrizables localmente convexos. Desempeñan un papel considerable en la teoría de los productos tensoriales topológicos.
Los espacios DF fueron definidos por primera vez por Alexander Grothendieck, quien los estudió en detalle en (Grothendieck, 1954). Fue inducido a introducir estos espacios por la siguiente propiedad de los duales fuertes de los espacios metrizables: Si {\displaystyle X} es un espacio metrizable localmente convexo y {\displaystyle V_{1},V_{2},\ldots } es una secuencia de entornos de 0 convexos en {\displaystyle X_{b}^{\prime }} tal que {\displaystyle V:=\cap _{i}V_{i}} absorbe cada conjunto fuertemente acotado, entonces {\displaystyle V} es un entorno de 0 en {\displaystyle X_{b}^{\prime }} (donde {\displaystyle X_{b}^{\prime }} es el espacio dual continuo de {\displaystyle X} dotado de una topología dual fuerte).

## Definición
Un espacio localmente convexo (EVT) {\displaystyle X} es un espacio DF (también escrito como (DF)-espacio), si:
1. {\displaystyle X} es un espacio cuasi barrilado numerable (es decir, cada unión contable fuertemente acotada de subconjuntos equicontinuos de {\displaystyle X^{\prime }} es equicontinua), y
2. {\displaystyle X} posee una secuencia fundamental de acotados (es decir, existe una secuencia numerable de subconjuntos acotados {\displaystyle B_{1},B_{2},\ldots } tal que cada subconjunto acotado de {\displaystyle X} está contenido en algún {\displaystyle B_{i}}[3]).

## Propiedades
- Sea {\displaystyle X} un espacio DF y sea {\displaystyle V} un subconjunto equilibrado convexo de {\displaystyle X.} Entonces, {\displaystyle V} es un entorno del origen si y solo si para cada subconjunto convexo, equilibrado y acotado {\displaystyle B\subseteq X,} {\displaystyle B\cap V} es un entorno del origen en {\displaystyle B.}[1] En consecuencia, una aplicación lineal desde un espacio DF a un espacio localmente convexo es continua si su restricción a cada subconjunto acotado del dominio es continua.[1]
- El espacio dual fuerte de un espacio DF es un espacio de Fréchet.[4]
- Cada espacio DF de Montel de dimensión infinita es un espacio secuencial, pero no es un espacio de Fréchet-Urysohn.
- Supóngase que {\displaystyle X} es un espacio DF o un espacio vectorial topológico metrizable. Si {\displaystyle X} es un espacio secuencial, entonces es espacio metrizable o un espacio DF de Montel.
- Cada espacio DF casi completo está completo.[5]
- Si {\displaystyle X} es un espacio DF completo nuclear, entonces {\displaystyle X} es un espacio de Montel.[6]

## Condiciones suficientes
El espacio dual fuerte {\displaystyle X_{b}^{\prime }} de un espacio de Fréchet {\displaystyle X} es un espacio DF.
- El dual fuerte de un espacio localmente convexo metrizable es un espacio DF,[8] pero la relación inversa por lo general no es cierta[8] (lo contrario es la afirmación de que todo espacio DF es el dual fuerte de algún espacio localmente convexo metrizable). De esto, se sigue que:
  - Todo espacio normado es un espacio DF.[9]
  - Cada espacio de Banach es un espacio DF.[1]
  - Cada espacio infrabarrilado que posee una secuencia fundamental de conjuntos acotados es un espacio DF.
- Todo cociente de Hausdorff de un espacio DF es un espacio DF.[10]
- La completación de un espacio DF es un espacio DF.[10]
- La suma localmente convexa de una secuencia de espacios DF es un espacio DF.[10]
- Un límite inductivo de una secuencia de espacios DF es un espacio DF.[10]
- Supóngase que {\displaystyle X} e {\displaystyle Y} son espacios DF. Entonces, el producto tensorial proyectivo de estos espacios (así como su completación) es un espacio DF.[6]

Sin embargo,
- Un producto infinito de espacios DF no triviales (es decir, todos los factores tienen una dimensión distinta de 0) no es un espacio DF.[10]
- Un subespacio vectorial cerrado de un espacio DF no es necesariamente un espacio DF.[10]
- Existen espacios DF completos que no son EVT-isomorfos al dual fuerte de un EVT localmente convexo metrizable.[10]

## Ejemplos
Existen espacios DF completos que no son EVTs isomorfos con el dual fuerte de un espacio localmente convexo metrizable.
Existen espacios DF que tienen subespacios vectoriales cerrados que no son espacios DF.